# Горан Бјелогрлић
Горан Бјелогрлић (Опово, 10. октобар 1963) српски је филмски продуцент. Брат је глумца Драгана Бјелогрлића.

## Филмографија
- Ланчана реакција (2023)
- Јужни ветар: На граници  (2023)
- Траг дивљачи (2022)
- Јужни ветар 2: Убрзање (2021)
- Припадност - документарни филм (2020)
- Жигосани у рекету (2018−2020)
- Сенке над Балканом (2017−2019)
- Монтевидео, Видимо се! (2015)
- Монтевидео, Бог те видео! (2012)
- Вратиће се роде (2008)
- Ивкова слава (2005)
- Мали свет (2003)
- Скоро сасвим обична прича (2003)
- Рат уживо (2000)
- Лепа села лепо горе (1996)